# Le Neufour
Neufour – miejscowość i gmina we Francji, w regionie Grand Est, w departamencie Moza.
Według danych na rok 1990 gminę zamieszkiwało 70 osób, a gęstość zaludnienia wynosiła 76 osób/km² (wśród 2335 gmin Lotaryngii Neufour plasuje się na 975. miejscu pod względem liczby ludności, natomiast pod względem powierzchni na miejscu 1249.).